# Hawker 200
El Hawker 200 fue un avión ligero a reacción que estaba bajo desarrollo por Hawker Beechcraft. Fue conocido como el Beechcraft Premier II en su desarrollo inicial.

## Diseño y desarrollo
El 19 de mayo de 2008, Hawker Beechcraft anunció el lanzamiento del Premier II. Desarrollado desde el Premier IA, el nuevo avión presentaría mayores velocidades de crucero, un alcance aumentado en un 20 % con cuatro pasajeros, y carga útil aumentada. El avión continuaría presentando materiales compuestos para el fuselaje, y tendría motores más potentes y nuevos winglets para alcanzar mejoras en las prestaciones sobre el modelo anterior. Se preveía el primer vuelo para abril de 2009, y se planeaba obtener la certificación de la FAA en la primera mitad de 2010. Hawker Beechcraft reclama haber recibido órdenes por varias docenas de Premier II.

El 31 de agosto de 2009, la compañía indicó que estaba retrasando el desarrollo del Premier II, moviendo su fecha inicial de entrega a finales de 2012 o a principios de 2013 debido al pobre mercado de aviones de negocios.
"Aunque seguimos plenamente comprometidos en certificar y negociar el Premier II, líder en su clase, debemos ser prudentes en nuestra evaluación del actual y previsible ambiente económico global. Basados en estas condiciones, hemos tomado la decisión de extender la fecha de entrada en servicio para una mejor alineación con el anticipado rebrote del mercado de reactores de negocios".
En octubre de 2010, Hawker Beechcraft anunció que el Premier II se había rebautizado y actualizado como el Hawker 200.
En diciembre de 2011, la compañía anunció que estaba ralentizando el desarrollo del reactor Hawker 200 debido al incierto estado de la economía. El CEO Bill Boisture indicó que el programa no estaba cancelado, diciendo que el programa del avión está "bien posicionado para continuar... cuando llegue el momento".
Tras la bancarrota de Hawker Beechcraft, la producción de Reactores de Negocios cesó en 2013.

## Variantes
Premier II
Nuevos motores y puntas alares, aumento del alcance conseguido sin combustible extra.
Hawker 200
Modelo actualizado y rebautizado.

## Especificaciones (Hawker 200)
Referencia datos: Company website

### Características generales
- Tripulación: Un piloto.
- Capacidad: Seis pasajeros.
- Longitud: 14 m
- Envergadura: 13,9 m
- Altura: 4,7 m
- Peso vacío: 4227,5 kg
- Peso máximo al despegue: 6259,6 kg
- Planta motriz: 2× turbofán Williams FJ44-3AP.
  - Potencia: 3000 lbf cada uno.

### Rendimiento
- Velocidad nunca excedida (Vne): 876 km/h
- Alcance: 1944,6 km
- Alcance en ferry: 3009,5 km
- Techo de vuelo: 13716 m (45000 pies)

### Aviónica
- Collins Pro Line 21

### Desarrollos relacionados
- Beechcraft Premier I

### Aeronaves similares
- Cessna CitationJet
- Embraer Phenom 300
- Emivest SJ30
- Grob G180 SPn
- Honda HA-420 HondaJet
- Spectrum S-40 Freedom